# Integrale di Riemann

Rappresentazione grafica dell'approssimazione numerica dell'integrale di Riemann

In analisi matematica, l'integrale di Riemann è un operatore integrale tra i più usati in matematica. Formulato da Bernhard Riemann, si tratta della prima definizione rigorosa di integrale di una funzione su un intervallo a essere stata formulata.

## Definizione
Si consideri una funzione continua {\displaystyle f\colon [a,b]\subset \mathbb {R} \to \mathbb {R} }, che su tale intervallo risulta limitata in virtù del teorema di Weierstrass. Si suddivida l'intervallo tramite una partizione {\displaystyle {\mathcal {P}}=\{x_{0},\ x_{1},\ \dots ,\ x_{n-1},\ x_{n}|x_{0}=a<x_{1}<\dots <x_{n-1}<x_{n}=b\}} in {\displaystyle n} intervalli {\displaystyle [x_{i},x_{i+1}]\subset [a,b]}. Si definisce il calibro di una partizione {\displaystyle {\mathcal {P}}} il massimo tra le ampiezze di tutti gli intervalli della partizione scelta, cioè
{\displaystyle c_{\mathcal {P}}:=\max _{i=0,\ldots ,n-1}\{x_{i+1}-x_{i}\}.}
Per ogni intervallo {\displaystyle [x_{i},x_{i+1}]} si scelga arbitrariamente un elemento {\displaystyle t_{i}\in [x_{i},x_{i+1}]} e si definisca la somma di Riemann come:
{\displaystyle \sigma _{n}=\sum _{i=0}^{n-1}f(t_{i})(x_{i+1}-x_{i}).}
Alcune scelte comuni sono
- {\displaystyle t_{i}=x_{i},} in tal caso si ha una somma sinistra di Riemann;
- {\displaystyle t_{i}=x_{i+1},} in tal caso si ha una somma destra di Riemann;
- {\displaystyle t_{i}={\frac {x_{i+1}+x_{i}}{2}},} in tal caso si ha una somma media di Riemann.

La funzione {\displaystyle f} è integrabile secondo Riemann o Riemann-integrabile in {\displaystyle [a,b]} se esiste finito il limite (che si dimostra non dipendere dalla scelta dei {\displaystyle t_{i}}):
{\displaystyle \lim _{c_{\mathcal {P}}\to 0}\sigma _{n}=:\int _{a}^{b}f(x)\,\mathrm {d} x.}

## Integrale multiplo di Riemann
Sia {\displaystyle N\subset \mathbb {R} ^{n}} un dominio normale, {\displaystyle f\colon N\to \mathbb {R} ^{n}} limitata e {\displaystyle \mu } una misura. Sia {\displaystyle {\mathcal {P}}=\{N_{1},\ \dots ,\ N_{k}\}} una partizione di {\displaystyle N} in domini normali.
Si definisce la somma di Riemann-Darboux come:
{\displaystyle \sigma _{k}=\sum _{i=1}^{k}\mu (N_{i})\,{\underset {x\in N_{i}}{f(x)}}.}
In generale la funzione {\displaystyle f} è integrabile in {\displaystyle N} se esiste finito il limite:
{\displaystyle \lim _{\mu (N_{i})\to 0}\sum _{i=1}^{k}\mu (N_{i})\,{\underset {x\in N_{i}}{f(x)}}=\int _{N}\!f(x)\,\mathrm {d} x_{1}\dots \mathrm {d} x_{n}.}

## Proprietà

### Riemman-integrabilità e Darboux-integrabilità
In generale una funzione è Riemann-integrabile se e solo se è Darboux-integrabile, e i valori dei due integrali, se esistono, sono uguali tra loro.

### Linearità
Siano {\displaystyle f} e {\displaystyle g} due funzioni continue definite in un intervallo {\displaystyle [a,b]} e siano {\displaystyle \alpha ,\beta \in \mathbb {R} }. Allora:
{\displaystyle \int _{a}^{b}[\alpha f(x)+\beta g(x)]\,dx=\alpha \int _{a}^{b}f(x)\,dx+\beta \int _{a}^{b}g(x)\,dx.}

### Additività
Sia {\displaystyle f} continua e definita in un intervallo {\displaystyle [a,b]} e sia {\displaystyle c\in [a,b]}. Allora:
{\displaystyle \int _{a}^{b}f(x)\,dx=\int _{a}^{c}f(x)dx+\int _{c}^{b}f(x)\,dx.}

### Monotonia
Siano {\displaystyle f} e {\displaystyle g} due funzioni continue definite in un intervallo {\displaystyle [a,b]} e {\displaystyle f(x)\leq g(x)}. Allora:
{\displaystyle \int _{a}^{b}f(x)\,dx\leq \int _{a}^{b}g(x)dx.}

### Valore assoluto
Sia {\displaystyle f} integrabile in un intervallo {\displaystyle [a,b]}, allora si ha:
{\displaystyle \left|\int _{a}^{b}f(x)\,dx\right|\leq \int _{a}^{b}\left|f(x)\right|\,dx.}

### Integrabilità in un  sotto intervallo
Sia {\displaystyle f\colon [a,b]\to \mathbb {R} } integrabile e {\displaystyle \alpha ,\beta \in \mathbb {R} } tali che {\displaystyle [\alpha ,\beta ]\subset [a,b].} Allora {\displaystyle f} è integrabile in {\displaystyle [\alpha ,\beta ]}

### Osservazione
Le proprietà sono state enunciate nella casistica in cui {\displaystyle a<b.} Non tutte le proprietà enunciate valgono nel caso in cui gli estremi vengono scambiati ossia nel caso {\displaystyle b<a;} in questa situazione molte delle proprietà enunciate necessitano un riadattamento.

## Integrale di Stieltjes
Una possibile generalizzazione dell'integrale di Riemann è data dall'integrale di Riemann-Stieltjes, che rende possibile estendere la nozione di integrale utilizzando come variabile di integrazione sotto il segno di differenziale una funzione (detta integratrice):
{\displaystyle \int _{a}^{b}f\,\mathrm {d} g.}
Se la funzione {\displaystyle g} è differenziabile, vale la formula {\displaystyle \mathrm {d} g(x)=g^{\prime }(x)\,\mathrm {d} x}, e l'integrale di Riemann-Stieltjes coincide con quello di Riemann di {\displaystyle fg^{\prime }}, cioè:
{\displaystyle \int _{a}^{b}f(x)\,\mathrm {d} g(x)=\int _{a}^{b}f(x)g^{\prime }(x)\,\mathrm {d} x.}
L'integrale di Riemann-Stieltjes è tuttavia definito anche nel caso di funzioni integratrici più generiche, che non possiedono derivata, o che sono discontinue.
L'integrale di Riemann-Stieltjes generalizza l'integrale di Riemann in maniera diversa da quello di Lebesgue, e gli insiemi delle funzioni integrabili tramite i due metodi non sono sovrapponibili. È possibile tuttavia ottenere una generalizzazione di entrambi i metodi tramite l'integrale di Lebesgue-Stieltjes.